# Garett Bischoff
Garett Bischoff (20 april 1984) is een Amerikaans professioneel worstelaar die werkzaam is bij Total Nonstop Action Wrestling.

## Jeugd
Zijn vader, Eric Bischoff, was een worstelpersoonlijkheid en televisieproducer, getrouwd met Loree. Garret heeft een jongere zus genaamd Montanna.

## Carrière

### Total Nonstop Action Wrestling

#### ImmortalenfeudmetEric Bischoff(2010-2012)
Garett maakte zijn debuut voor Total Nonstop Action Wrestling (TNA) op 7 november 2011 als scheidsrechter op Turning Point, onder de ringnaam Jackson James.  Daarna was hij te zien op de Final Resolution in een Falls Count Anywhere match tussen Tara en Mickie James. Garret werd officieel onthuld (in de worstelverhaallijn) tijdens een gevecht tussen Sting en Hulk Hogan op 16 oktober 2011 bij Bound for Glory, als Eric Bischoff's zoon. Op 10 november 2011 maakte Garret zijn worsteldebuut tegen Gunner. Hij won na een diskwalificatie nadat Ric Flair zich ermee bemoeide. Op 17 november 2011 versloeg Garett Gunner wederom bij het onderdeel pinfall. Op 8 december 2011 versloeg Garett Gunner, maar na het gevecht verwondde Gunner Garett opzettelijk met een "piledriver" op de betonnen vloer.
Garett kwam terug op 5 januari 2012, tijdens de aflevering van Impact Wrestling, in een backstage deel waar Sting hem vertelde dat hij niet langer een scheidsrechter was. Hij werd nu officieel welkom geheten op het worstelrooster.
In een aflevering van Impact Wrestling op 2 februari 2012, werd openbaar bekendgemaakt dat Biescoff getraind werd door Hulk Hogan. Op 12 februari 2011, tijdens Against All Odds, verloor Bischoff een wedstrijd tegen Gunner met Hulk Hogan in zijn hoek. In een aflevering van Impact Wrestling op 8 maart 2012, won Bischoff samen met Jeff Hardy de tag team match van het duo Kurt Angle en Gunner. In de afleveringen van Impact Wrestling op 15 maart en 22 maart 2012, heeft Garret twee beat the clock uitdagingen gewonnen van Kurt Angle.. Op 15 april tijdens de show Lockdown waren Garret en Eric aanvoerders van twee teams in de jaarlijkse Lethal Lockdown. Garret won van Robbie T tnade wedstrijd van Eric door Eric te pinnen, waardoor Eric gedwongen was TNA te verlaten.

#### Feud met Devon en Aces & Eights (2012 tot heden)
In een aflevering van Impact Wrestling op 24 mei 2012, kreeg Garett de gelegenheid om voor de TNA Television Championship te worstelen tegen de kampioen Devon. De wedstrijd leverde geen winnaar op omdat Robbie E en Robbie T de wedstrijd verstoorden. Op Slammiversary, op 10 juni 2012, wonnen Garett en Devon de tag team match van Robbie E en Robbie T. Op 9 augustus 2012 verloren Garett en Devon de tag team match van Christopher Daniels en Kazarian om de TNA World Tag Team Championship te veroveren. De samenwerking tussen Garett en Devon was afgelopen nadat Devon afscheid heeft genomen van TNA. Echter keerde Devon terug in oktober 2012 en hij maakte bekend dat hij lid was van de kwaadaardige groep Aces & Eights. Bischoff werd op 31 januari 2013 lid van die groep, maar werd alsnog ontslagen van de groep.

## Persoonlijk leven
In 2011 trouwde Bischoff met Mary Jane Ferguson.

## In het worstelen
- Finishers
  - Snapmare driver
- Managers
  - Hulk Hogan
  - Devon
  - Kurt Angle
- Opkomstnummers
  - "Deadman's Hand" van Dale Oliver (2012–heden) (TNA; gebruikt als lid van Aces & Eights)